# Hypsypops rubicundus
Pour les articles homonymes, voir Garibaldi (homonymie).
Genre
Espèce
Statut de conservation UICN

 LC  : Préoccupation mineure
Hypsypops rubicundus, couramment appelé Demoiselle Garibaldi, est une espèce de poissons de la famille des Pomacentridae.
Hypsypops rubicundus est l'unique espèce du genre Hypsypops.

## Description
C'est un poisson orangé qui vit sur les fonds rocheux et les crevasses, ainsi que dans les forêts de kelp Macrocystis pyrifera. Il se nourrit de petits invertébrés, comme les bryozoaires encroutés sur les feuilles des laminaires géantes.
Il vit de 0 à 30 mètres de profondeur dans les eaux des côtes de la Californie.

## Galerie

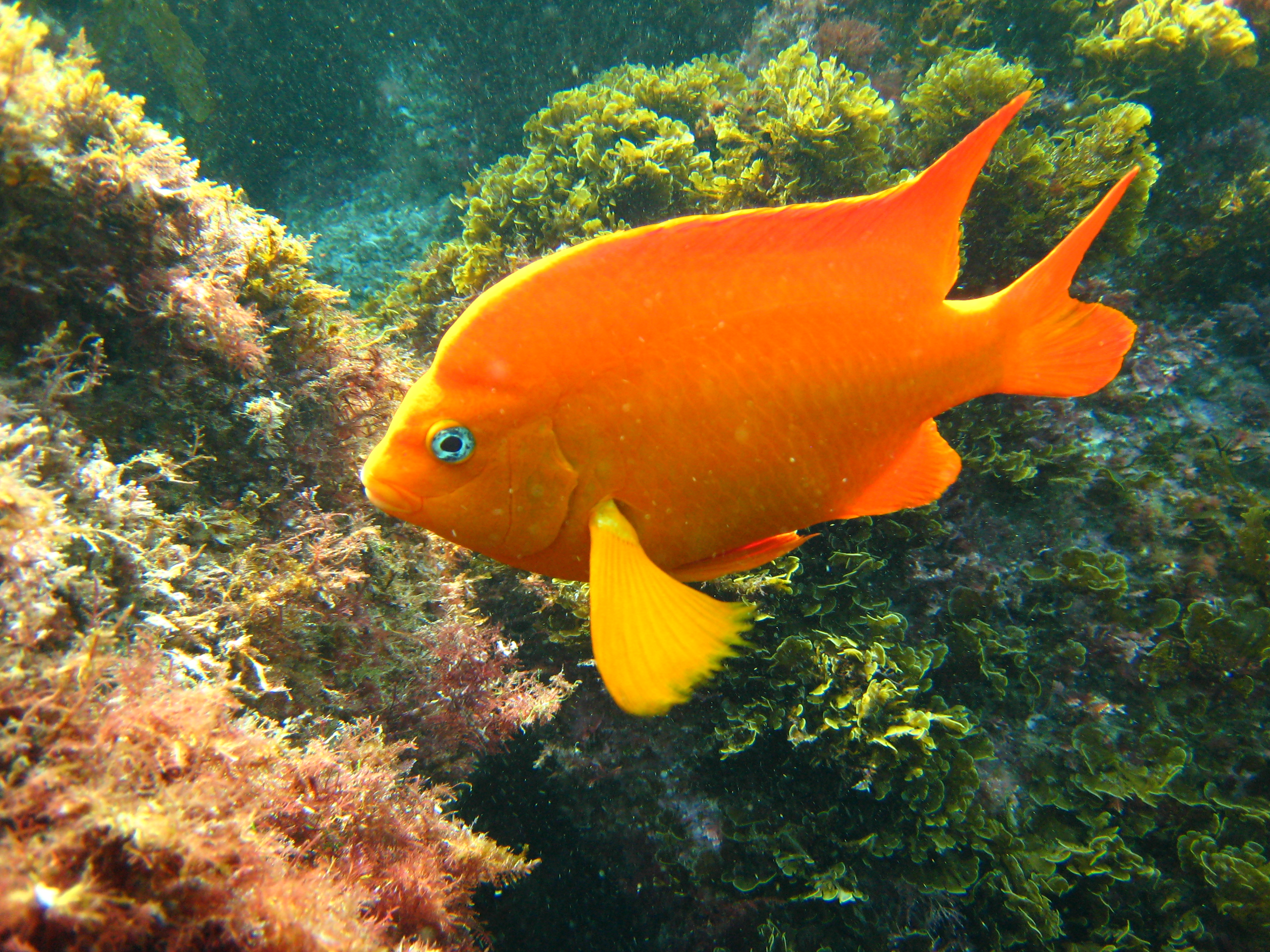
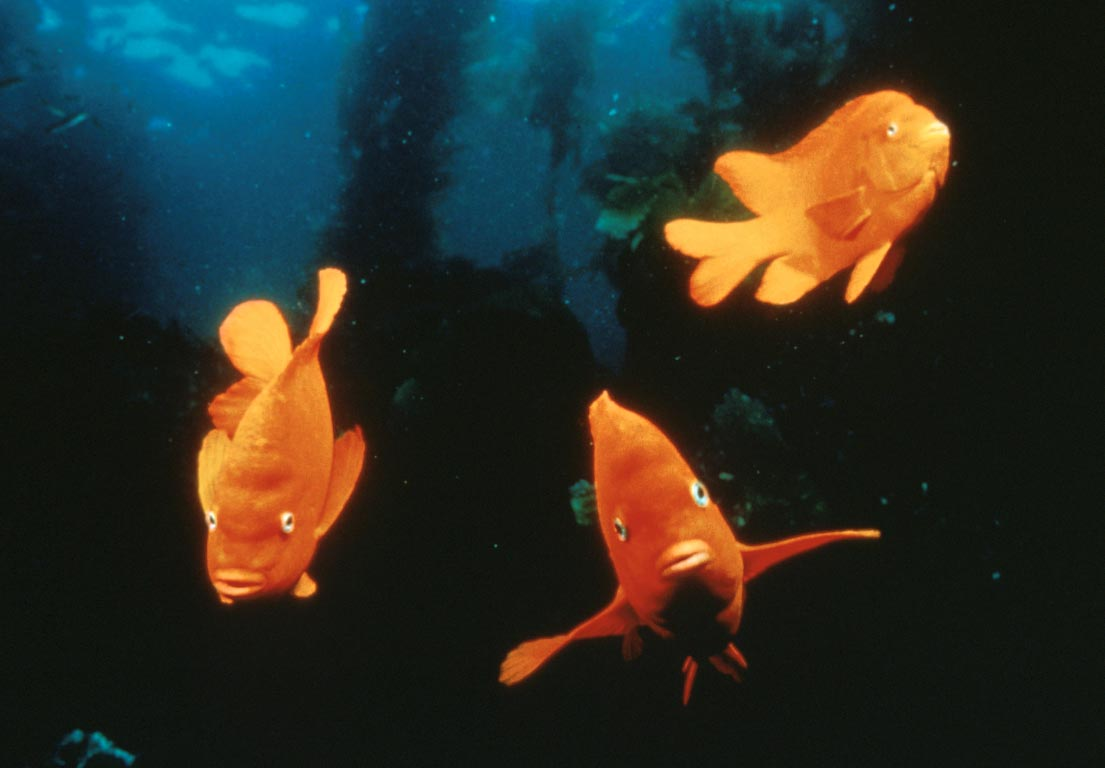
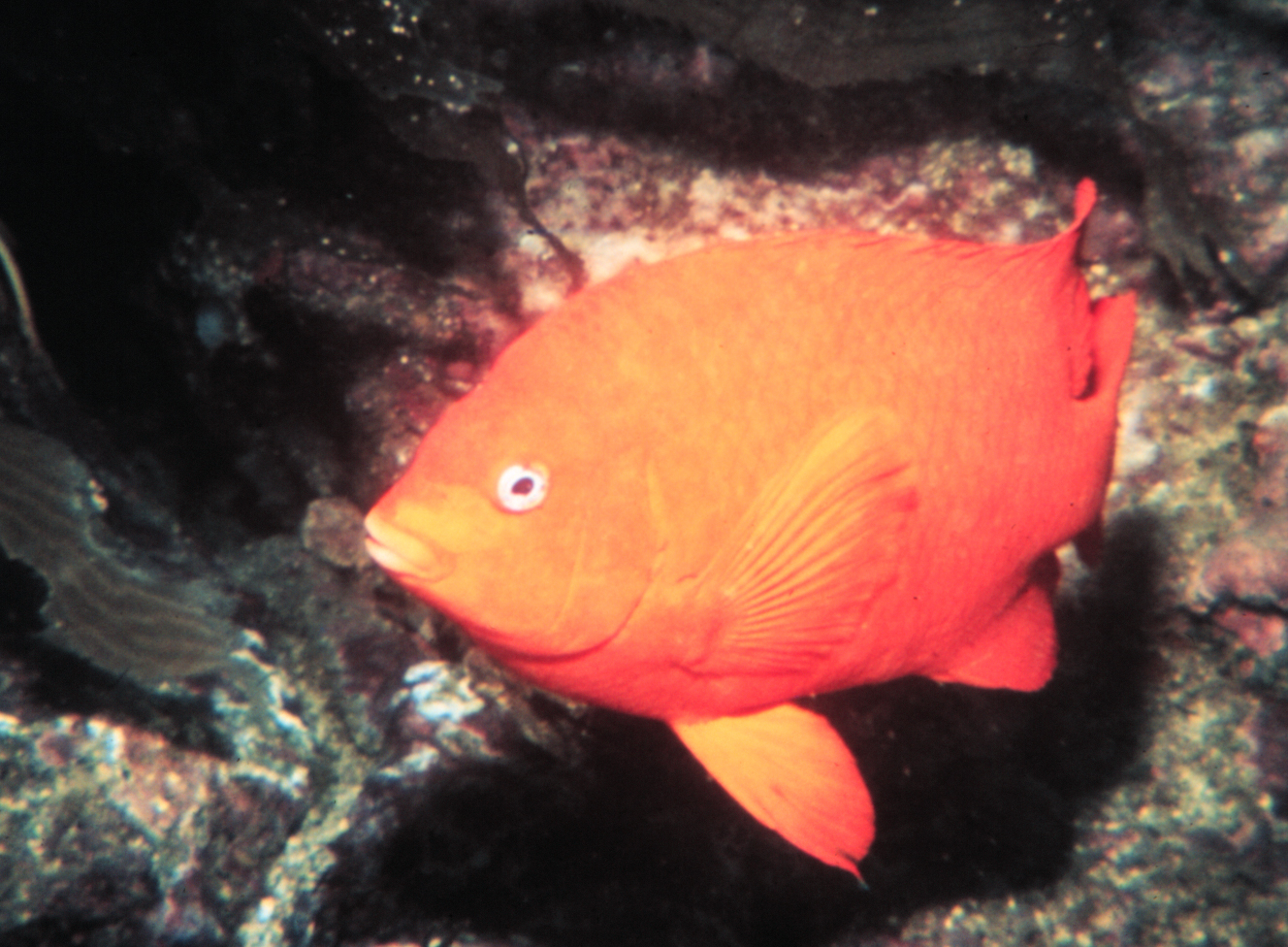